# Doublast
Doublast (стилизируется как DOUBLAST) — второй мини-альбом южнокорейской гёрл-группы Kep1er. Выпущен 20 июня 2022 года компаниями WAKEONE и Swing Entertainment. Альбом доступен в двух версиях — LEM0N BLAST (LEMON BLAST) и B1UE BLAST (BLUE BLAST), а также в Jewel case-версии. Альбом содержит 5 песен, заглавный трек — «Up!».